# Jerzy Ustupski
Jerzy Ustupski (ur. 1 kwietnia 1911 w Zakopanem, zm. 25 października 2004 tamże) – narciarz i wioślarz, brązowy medalista olimpijski.

## Życiorys
Największe sukcesy odnosił jako wioślarz, zdobywając brązowy medal w dwójce podwójnej, z Rogerem Vereyem, na igrzyskach olimpijskich w Berlinie w 1936 r. Ukończył edukację w Centralnym Instytucie Wychowania Fizycznego w Warszawie i został nauczycielem wychowania fizycznego. Narciarstwo uprawiał w zakopiańskim Sekcji Narciarskiej Polskiego Towarzystwa Tatrzańskiego, a po przeniesieniu się do Krakowa zaczął trenować wioślarstwo w AZS Kraków. Największe sukcesy sportowe odnosił w dwójce podwójnej z Rogerem Vereyem. Sześć razy zdobyli tytuł mistrza Polski. W dwójkach podówjnych zdobyli złoty medal na mistrzostwach Europy w Berlinie w 1935, a na mistrzostwach Europy w Belgradzie trzy lata wcześniej zajęli trzecie miejsce.
Latem Jerzy Ustupski wiosłował, a zimą uprawiał narciarstwo. Był bliski udziału także w zimowych igrzyskach w Garmisch-Partenkirchen w 1936, zgłoszono go do igrzysk, miał przygotowane wszystkie dokumenty, ale tuż przed wyjazdem do Niemiec, podczas obozu narciarskiego (Dolina Pięciu Stawów Polskich) miał upadek (połamał żebra) i pozostał w kraju (sztafeta, w której miał startować, zajęła 7. miejsce).

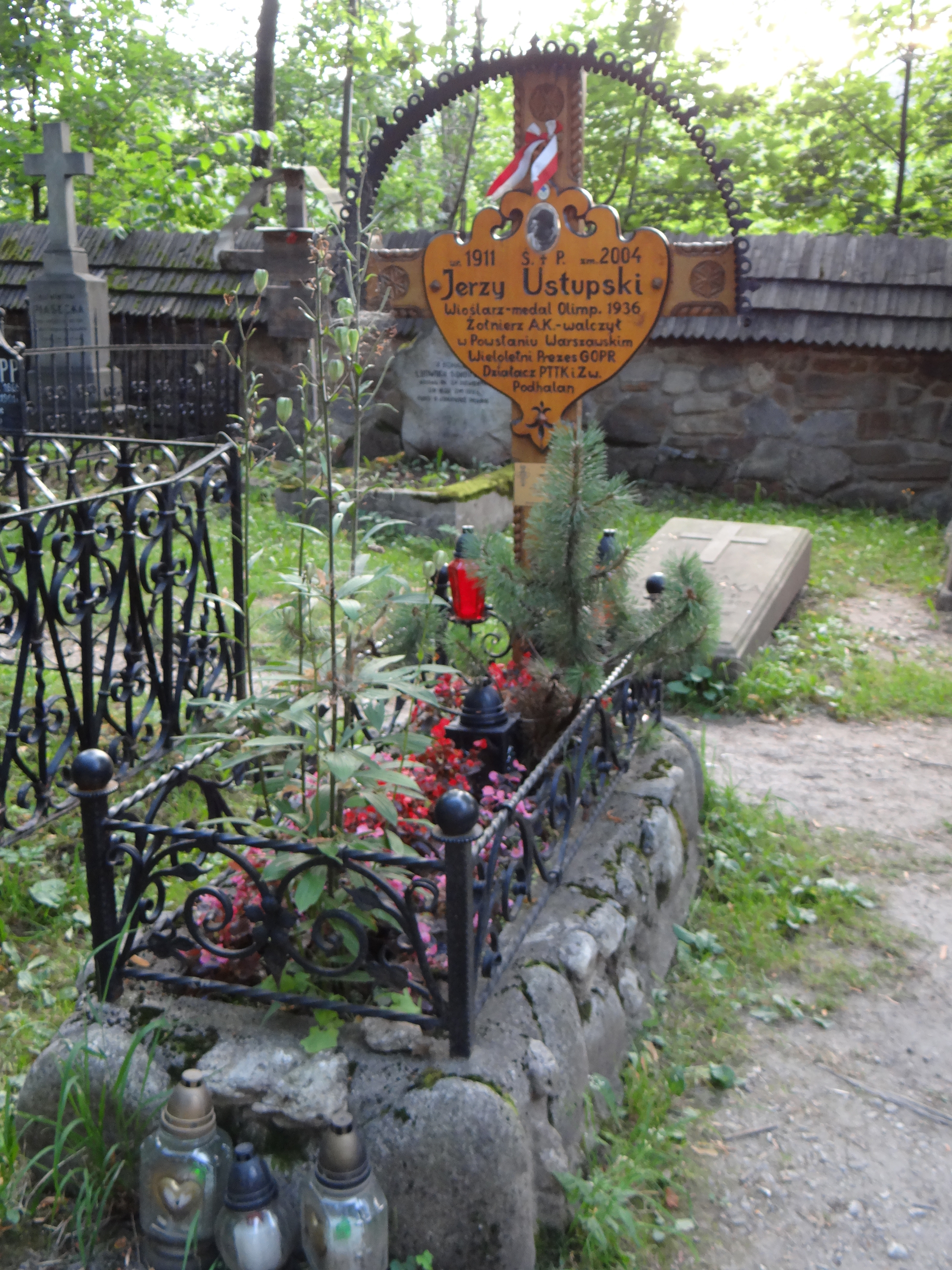
Grób Jerzego Ustupskiego na Pęksowym Brzyzku w Zakopanem

W czasie II wojny światowej działał w Armii Krajowej pod pseudonimem "Tatar", został osadzony w krakowskim więzieniu Montelupich. Miał być następnie przewieziony do obozu w Oświęcimiu, ale uciekł z transportu. Pod koniec wojny w stopniu plutonowego wziął udział w powstaniu warszawskim jako radiotelegrafista AK pod pseudonimem "Krzyś". Po wojnie został dyrektorem Uzdrowiska Karpacz. Potem był burmistrzem Zakopanego (1948) oraz przez kilkanaście lat dyrektorem zakopiańskiego Centralnego Ośrodka Sportu. Taternik i ratownik górski. Działacz społeczny, był m.in. członkiem zakopiańskiego oddziału Związku Bojowników o Wolność i Demokrację, Związku Kombatantów RP i Byłych Więźniów Politycznych i Związku Podhalan.
Odznaczony między innymi Krzyżem Walecznych, Krzyżem Powstańczym i Krzyżem Komandorskim z Gwiazdą Orderu Odrodzenia Polski (1998).
Rodzinne tradycje narciarskie podtrzymywała córka Hanna – brązowa medalistka Uniwersjady w Szpindlerowym Młynie (1964) w sztafecie 3 × 5 km.
Pochowany został na Cmentarzu Zasłużonych na Pęksowym Brzyzku w Zakopanem (sektor L, rząd II, grób nr 27).

## Przypisy

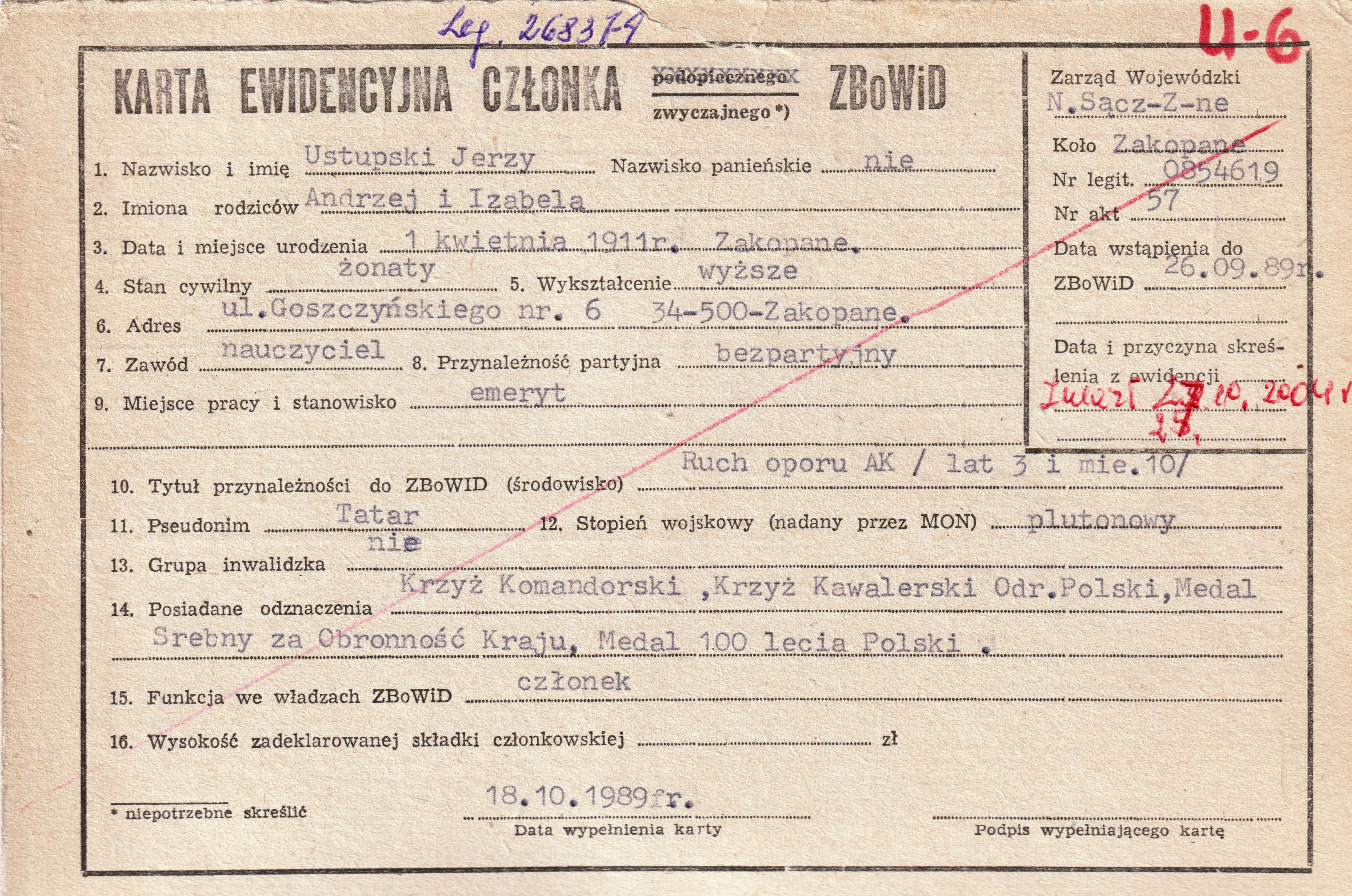
Karta ewidencyjna ZBoWiD Jerzego Ustupskiego